# Dichrogaster tenerifae
Dichrogaster tenerifae är en stekelart som först beskrevs av Hellen 1949.  Dichrogaster tenerifae ingår i släktet Dichrogaster och familjen brokparasitsteklar. Inga underarter finns listade i Catalogue of Life.